# Osborne Reynolds

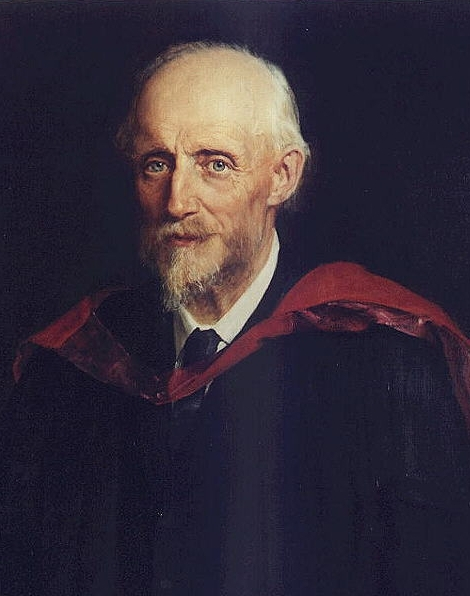
Osborne Reynolds w 1903 r.

Osborne Reynolds (ur. 23 sierpnia 1842 w Belfaście, zm. 21 lutego 1912 w Watchet) – irlandzki inżynier.

## Życiorys
W latach 1863–70 studiował w Queens’ College na Uniwersytecie Cambridge . 
W 1868 został profesorem inżynierii na uniwersytecie w Manchesterze (wtedy Owen's College). Od 1877 członek Royal Society.
Zasłynął swoimi pracami z dziedziny dynamiki płynów, zwłaszcza dotyczącymi podobieństwa dynamicznego przepływów płynów w przewodach oraz teorii smarowania. W 1884 podał warunek przejścia przepływu laminarnego w przepływ turbulentny.
Wraz z Maxwellem wyjaśnił działanie radiometru Crookesa.
Sformułował prawo które mówi, że dwa zjawiska są podobne jeżeli wyznaczona dla nich liczba (Liczba Reynoldsa) jest taka sama. Prawo to do dziś szeroko stosowane jest w inżynierii.
Pracę zawodową zakończył w 1905 roku.